# 异萼云南狗牙花
异萼云南狗牙花（学名：Ervatamia yunnanensis var. heterosepala）为夹竹桃科狗牙花属下的一个变种。

## 扩展阅读
- 維基物種上的相關：异萼云南狗牙花